# Joung Da-woon
Dans ce nom, le nom de famille, Joung, précède le nom personnel.
Joung Da-woon, née le 23 avril 1989 à Séoul, est une judokate sud-coréenne évoluant en moins de 63 kg (poids mi-moyens). 

## Palmarès

### Championnats d'Asie
- Championnats d'Asie de judo à Tachkent en 2012,
  -  Médaille de Bronze dans la catégorie des moins de 63 kg (poids moyens)[2].

### Grand prix de Dusseldorf 2012
- Médaillée d'or en battant Clarisse Agbegnenou ; 
  -  Médaille d'Or dans la catégorie des moins de 63 kg (poids moyens)[3].